# Annopole (stacja kolejowa)
Annopole – nieistniejąca już stacja kolejowa w Annopolu, w powiecie złotowskim, w województwie wielkopolskim